# Веселівська сільська рада (Бобринецький район)
| Веселівська сільська рада — колишній орган місцевого самоврядування у Бобринецькому районі Кіровоградської області з адміністративним центром у с. Веселівка. Сільській раді були підпорядковані населені пункти: - с. Веселівка - с. Крутоярка - с-ще Роздолля - с. Ударне - с. Юр'ївка |

### Колищні населені пункти
- Козорізівка
- Петрівка

## Склад ради
Рада складалася з 14 депутатів та голови.

### Керівний склад ради
| ПІБ                          | Основні відомості                                                         | Дата обрання | Дата звільнення |
| ---------------------------- | ------------------------------------------------------------------------- | ------------ | --------------- |
| Солод Василь Григорович      | Сільський голова, 1955 року народження, освіта, безпартійний              | 26.03.2006   | 01.11.2007      |
| Секрет Костянтин Леонідович  | Сільський голова, 1972 року народження, освіта, безпартійний              | 16.03.2008   | 31.10.2010      |
| Секрет Констянтин Леонідович | Сільський голова, 1972 року народження, освіта вища, член Партії регіонів | 31.10.2010   |                 |

Примітка: таблиця складена за даними джерела

## Населення
Згідно з переписом УРСР 1989 року чисельність наявного населення села становила 781 особа, з яких 371 чоловік та 410 жінок.
За переписом населення України 2001 року в селі мешкала 681 особа.

### Мова
Розподіл населення за рідною мовою за даними перепису 2001 року:
| Мова       | Відсоток |
| ---------- | -------- |
| українська | 99,12 %  |
| російська  | 0,59 %   |
| молдовська | 0,15 %   |
| німецька   | 0,15 %   |